# Phumosia saginata
Phumosia saginata este o specie de muște din genul Phumosia, familia Calliphoridae, descrisă de Zumpt în anul 1962.
Este endemică în Madagascar. Conform Catalogue of Life specia Phumosia saginata nu are subspecii cunoscute.